# أبو سيف (سمكة)
أبو سيف أو سَيّاف البحر أو سَيف أو سِيف (الاسم العلمي: Xiphias gladius) سمكة كبيرة تعيش في المحيطات، لها جسم طويل وملفوف، وعينان كبيرتا الحجم. أخذت اسمها من فكها العلوي الطويل المفلطح الذي يأخذ شكل السيف، ويشبه هذا النوع من الأسماك ـ إلى حد كبير ـ أسماك المرلين والأسماك الشراعية، ولكنها تختلف عنهما في قصر الزعنفة الظهرية وانعدام الزعانف الحوضية أسفل السمكة. وتعيش هذه السمكة في مياه البحار الدافئة وهي تُعَدُّ ـ بحق ـ مكسبًا وغنيمة وطعامًا شهيًا لممارسي هواية الصيد.
ويصل طول هذه الأسماك إلى ما يقرب من المترين وتزن ما يقرب من 115كجم، وأكبر سمكة من هذا النوع تم اصطيادها أخيرًا وكانت تزن 536كجم، ووصل طولها إلى 4,55م في شيلي في عام 1953.
وفي بداية عام 1970م نصحت بعض الدول بعدم أكل أبي سيف لوجود كمية خطرة من مادة الزئبق في بعض عيناتها. ومادة الزئبق يمكن أن تتجمع بكل من النبات والحيوان والإنسان حتى تصل إلى مستوى الخطورة. وأثبتت الأبحاث مؤخرًا أن وجود مادة الزئبق في الأسماك ينشأ طبيعيًا وليس نتيجة للتلوث. وبناء على ذلك أصبح أبو سيف طعامًا مأمونًا للإنسان.

## السيف
سيف هذه السمكة الذي سميت به قوي يبلغ طوله ما يساوي نصف طول جسم هذه السمكة، ويُستخدم سلاحًا للدفاع أو لطعن الفريسة. وبالإضافة لذلك يُعد شكله الانسيابي أداة تساعد السمكة في شق المياه أثناء السباحة مما يزيد من سرعة انسيابها.
تقبع هذه السمكة في الأعماق خلال النهار بينما تصعد إلى سطح المياه أثناء الليل. وهي تتغذى بالحبار وأنواع الأسماك الأخرى التي تتحرك على هيئة أسراب، مثل أسماك المنهيدن والرنجة والماكريل.

## المعلومات الغذائية
تحتوي كل شريحة من سمك السيف النيء (136غ) بحسب وزارة الزراعة الأميركية على المعلومات الغذائية التالية :
- السعرات الحرارية: 196
- الدهون: 9.04
- الدهون المشبعة: 2.17
- الكاربوهيدرات: 0
- الألياف: 0
- البروتينات: 26.74
- الكولسترول: 90

## معرض صور

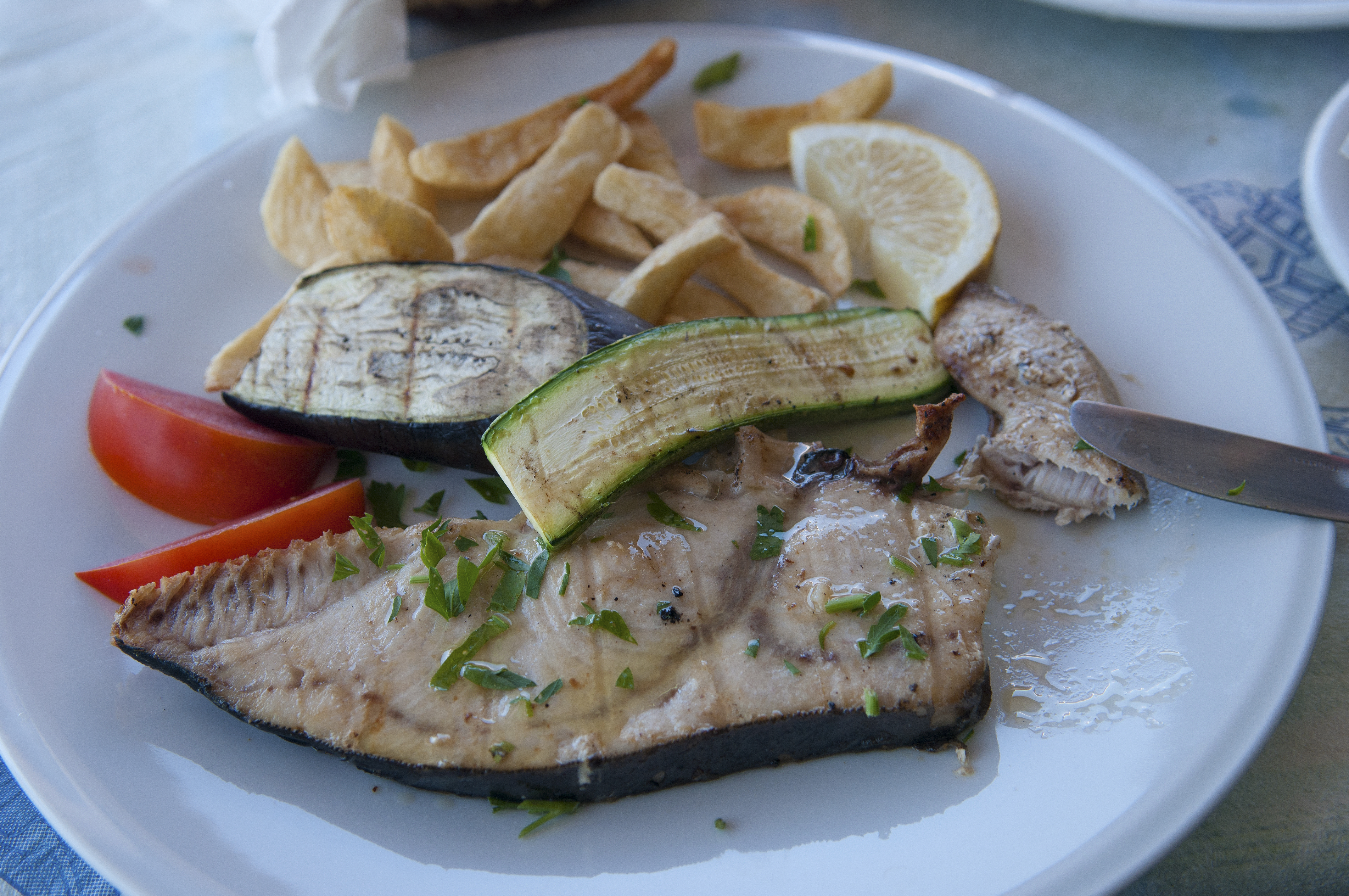
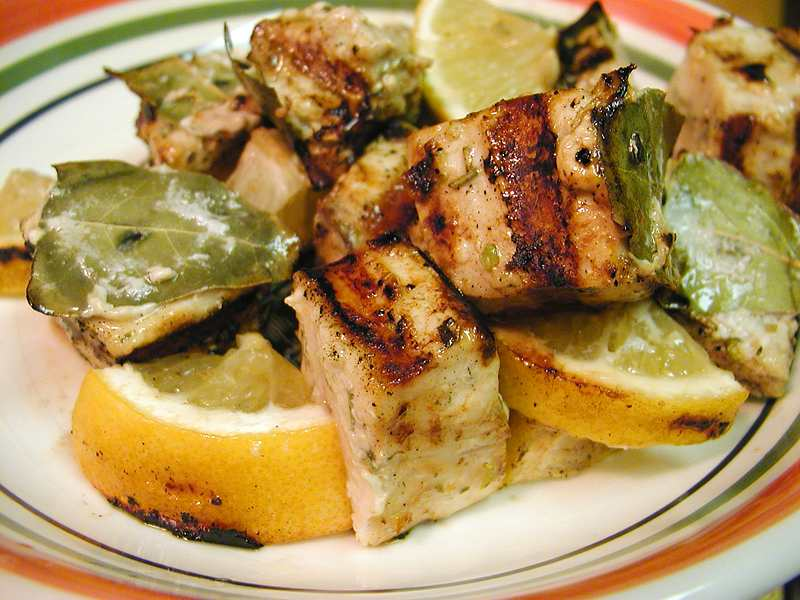
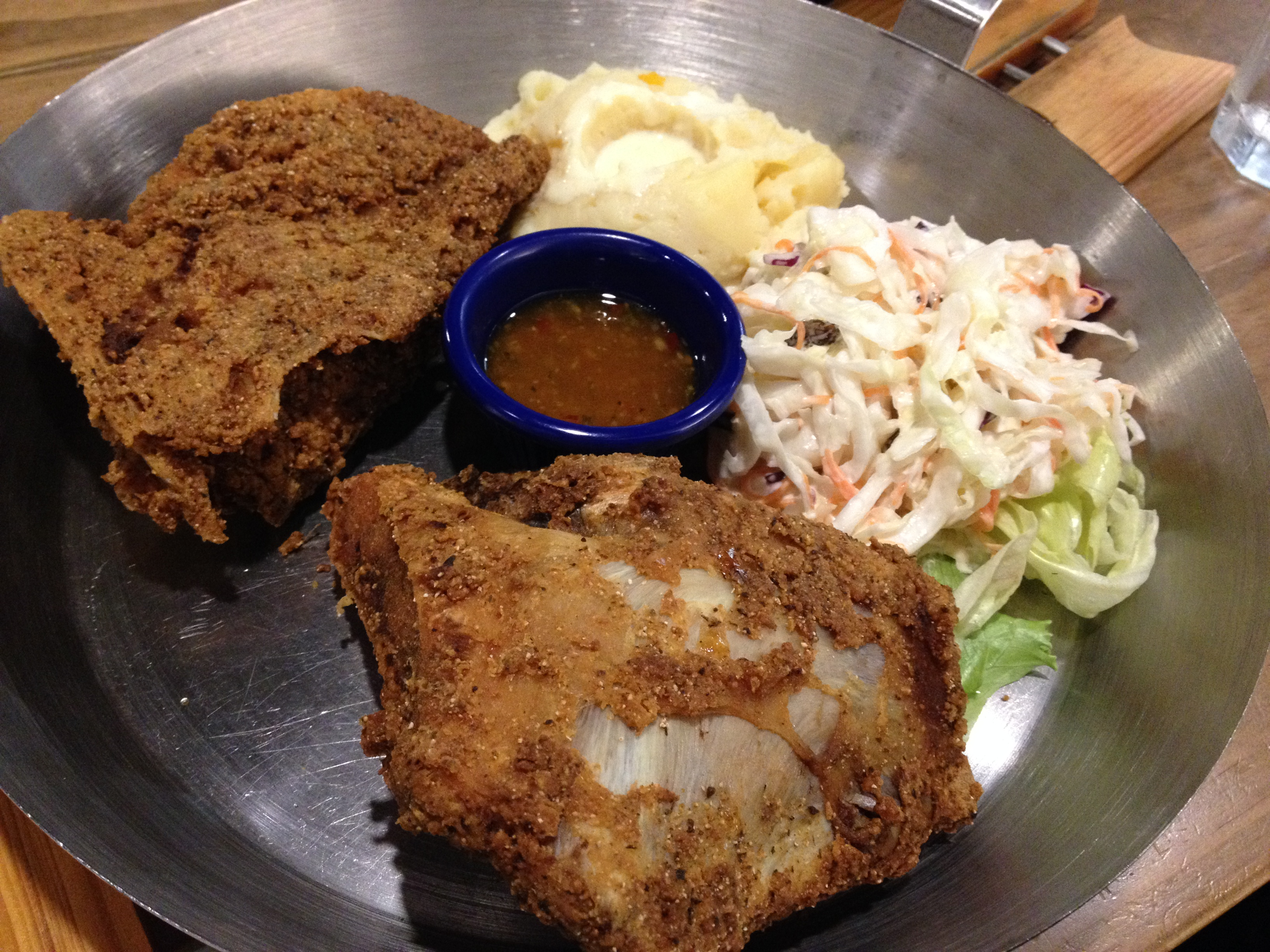